# Пила (Италия)
 Тази статия е за селото в Италия.  За инструмента вижте Пила.  За града в Полша вижте Пила (град).
Пѝла (на италиански и на пиемонтски: Pila) е село и община в Северна Италия, провинция Верчели, регион Пиемонт. Разположено е на 686 m надморска височина. Населението на общината е 140 души (към 2010 г.).